# هيئة تطوير محافظة جدة
هيئة تطوير محافظة جدة، هي هيئة حكومية سعودية تأسست بقرار مجلس الوزراء في 20 سبتمبر 2022.

## مجلس الإدارة
- الرئيس/ ولي العهد الأمير محمد بن سلمان آل سعود
- عضو/ أمير منطقة مكة المكرمة الأمير خالد الفيصل آل سعود
- عضو/ نائب أمير منطقة مكة المكرمة الأمير سعود بن مشعل بن عبدالعزيز آل سعود
- عضو/ وزير الثقافة الأمير بدر بن عبدالله بن فرحان
- عضو/ محافظ جدة سعود بن عبدالله بن جلوي آل سعود
- عضو/ وزير التجارة ماجد القصبي
- عضو/ وزير السياحة أحمد بن عقيل الخطيب
- عضو/ محافظ صندوق الاستثمارات العامة ياسر الرميان
- عضو/ المهندس إبراهيم السلطان
- عضو/ أمين محافظة جدة صالح التركي[3]